# Elisabeta Tufan
Elisabeta Tufan (nacida como Elisabeta Guzganu, Bucarest, 8 de agosto de 1962) es una deportista rumana que compitió en esgrima, especialista en la modalidad de florete.
Participó en tres Juegos Olímpicos de Verano, entre los años 1984 y 1992, obteniendo en total dos medallas, ambas en la prueba por equipos: plata en Los Ángeles 1984 (junto con Aurora Dan, Monika Weber-Koszto, Rozalia Oros y Marcela Zsak) y bronce en Barcelona 1992 (con Reka Lazăr-Szabo, Claudia Grigorescu, Laura Badea y Roxana Dumitrescu).
Ganó cinco medallas en el Campeonato Mundial de Esgrima entre los años 1987 y 1995.

## Palmarés internacional
| Juegos Olímpicos   | Juegos Olímpicos             | Juegos Olímpicos  | Juegos Olímpicos    |
| Año                | Lugar                        | Medalla           | Prueba              |
| ------------------ | ---------------------------- | ----------------- | ------------------- |
| 1984               | Los Ángeles (Estados Unidos) | Medalla de plata  | Florete por equipos |
| 1992               | Barcelona (España)           | Medalla de bronce | Florete por equipos |
| Campeonato Mundial |                              |                   |                     |
| Año                | Lugar                        | Medalla           | Prueba              |
| 1987               | Lausana (Suiza)              | Medalla de oro    | Florete individual  |
| 1987               | Lausana (Suiza)              | Medalla de plata  | Florete por equipos |
| 1993               | Essen (Alemania)             | Medalla de plata  | Florete por equipos |
| 1994               | Atenas (Grecia)              | Medalla de oro    | Florete por equipos |
| 1995               | La Haya (Países Bajos)       | Medalla de plata  | Florete por equipos |